# Бестмен
Бестмен (нід. Besthmen) — селище в нідерландській провінції Оверейсел. Входить до муніципалітету Оммен.
Його площа становить 5,96 км², а населення станом на 2021 рік складало 175 осіб.